# 盧文瑞
盧文瑞（1957年12月25日—），中華民國政治人物，現任屏東縣議會副議長。

## 政治生涯
盧文瑞早年登記參選里港鄉民代表，並當選第15、16屆里港鄉民代表，後來在他擔任鄉民代表的第二個任期當選了里港鄉民代表會第16屆副主席。
2002年，參選屏東縣第二選區議員，並當選。
2005年，參選里港鄉長，並當選。
2009年，參選里港鄉長並成功連任。
2014年、2018年、2022年連任三屆屏東縣議員。
2018年、2022年當選屏東縣議會副議長。

## 選舉紀錄
| 年度 | 選舉屆數               | 選舉區           | 所屬政黨 | 得票數 | 得票率 | 當選標記 | 備註 |
| ---- | ---------------------- | ---------------- | -------- | ------ | ------ | -------- | ---- |
| 2002 | 第十五屆屏東縣議員選舉 | 屏東縣第二選舉區 | 無黨籍   | 7,188  | 8.99%  |          |      |
| 2005 | 第十五屆里港鄉鄉長選舉 | 屏東縣里港鄉     | 無黨籍   | 8,788  | 57.59% |          |      |
| 2009 | 第十六屆里港鄉鄉長選舉 | 屏東縣里港鄉     | 無黨籍   | 12,622 | 100%   | 同額競選 |      |
| 2014 | 第十八屆屏東縣議員選舉 | 屏東縣第二選舉區 | 無黨籍   | 12,508 | 14.17% |          |      |
| 2018 | 第十九屆屏東縣議員選舉 | 屏東縣第二選舉區 | 無黨籍   | 8,225  | 9.56%  |          |      |
| 2022 | 第二十屆屏東縣議員選舉 | 屏東縣第二選舉區 | 無黨籍   | 9,577  | 12.02% |          |      |

## 外部連結
- 盧文瑞的Facebook粉絲專頁